# Alinea
Alinea – rodzaj jaszczurek z podrodziny Mabuyinae w rodzinie scynkowatych (Scincidae).

## Zasięg występowania
Rodzaj obejmuje gatunki występujące na Barbados i Saint Lucia. 

## Systematyka

### Etymologia
Alinea: łac. negatywny przedrostek a „bez”; linea „linia”, od linum „nić”, od gr. λινον linon „len”. 

### Podział systematyczny
Do rodzaju należą następujące gatunki: 
- Alinea lanceolata
- Alinea luciae